# Luvisol
Luvisol (LV) ist eine Referenzbodengruppe der World Reference Base for Soil Resources (WRB). Luvisole sind basenreiche, durch Tonverlagerung (Lessivierung) geprägte Böden. Die Tonfraktion wird von Dreischichttonmineralen dominiert. Luvisole kommen in allen nicht sehr feuchten Klimazonen auf jungen Landoberflächen vor, sind jedoch besonders in der gemäßigten Zone verbreitet. Der diagnostische Horizont ist der durch Tonanreicherung gekennzeichnete argic horizon (Bt).
Die typische Horizontfolge gemäß der 4. Auflage der WRB (Annex 3) ist:
- A – Oberboden mit meist mittleren Humusgehalten
- E – Tonverarmungshorizont (eluvial)
- Bt – Tonanreicherungshorizont (illuvial) im Unterboden
- C – Ausgangsgestein

## Beschreibung
Die noch wenig fortgeschrittene Verwitterung ist durch austauschstarke Dreischichttonminerale (high-activity clays) wie Vermiculite, Smektite und Illite gekennzeichnet. Die potentielle Kationenaustauschkapazität im Bt-Horizont ist ≥ 24 cmolc/kg Ton. Die Bt-Horizonte sind vielfach intensiv gefärbt, was auf die Bildung und Anreicherung von Eisenoxiden zurückzuführen ist. Luvisole zeigen keine intensive Auswaschung von Base-Kationen und sind im Unterboden gekennzeichnet durch eine Dominanz der austauschbaren Base-Kationen über die austauschbaren Aluminium-Ionen (gemessen in cmolc kg−1), was mit relativ hohen pH-Werten einhergeht. Die Oberböden weisen meist mittlere Humusgehalte auf.
Luvisole sind exzellente Ackerböden, die in Deutschland vielfach seit dem Neolithikum in Kultur sind. Die Kombination aus mäßig sauren Oberböden und Unterböden mit höheren pH-Werten ermöglicht die Verfügbarkeit aller wichtigen Pflanzennährstoffe. Langdauernde Ackernutzung macht gleichwohl eine intensive Düngung erforderlich. Der leicht wasserstauende Effekt der tonreichen Unterböden ist in etwas trockeneren Gebieten eher vorteilhaft und bringt nur in niederschlagsreichen Regionen Nachteile. Hauptproblem ist die Erosionsgefahr. Luvisole sind oft aus Löss entstanden und haben dann einen schluffreichen, schlecht aggregierten Oberboden. In den Hügelländern Mittel- und Süddeutschlands sind erodierte Luvisolflächen weit verbreitet, teilweise geht der Abtrag bis zum Bt-Horizont. Extreme Erosionsphänomene zeigen die Luvisole auf dem zentralchinesischen Lössplateau.

## Verwandte Bodentypen
Die WRB kennt fünf Referenzbodengruppen mit obligatem argic horizon. Nur die Retisole haben zusätzlich retic Eigenschaften. Die anderen vier haben keine und werden unterschieden nach der potentiellen Kationenaustauschkapazität pro kg Ton (KAK/kg Ton) im argic horizon und nach der Zusammensetzung der austauschbaren Kationen im Unterboden (gemessen in cmolc kg−1). Bei den Luvisolen ist die KAK hoch, und die austauschbaren Base-Kationen dominieren über die austauschbaren Al-Ionen. Bei den Alisolen ist die KAK hoch, aber das austauschbare Al dominiert. Bei den Lixisolen ist die KAK niedrig, und die austauschbaren Base-Kationen dominieren. Bei den Acrisolen ist die KAK niedrig, und das austauschbare Al dominiert.